# Vârful Padeș, Munții Poiana Ruscă
Vârful Padeș (cunoscut și sub denumirile de Padeșu sau Padiș), cu o altitudine de 1.382 m (conform altor surse, 1.374 m), este cel mai înalt vârf din Munții Poiana Ruscă. Din punct de vedere administrativ, se găsește pe teritoriul județului Timiș, în limitele comunei Nădrag.